# إسحاق كوهن (قاضي)
إسحاق كوهن (بالعبرية: יצחק כהן‏) (و. 1913 – 1985 م) هو قاضي إسرائيلي، ولد في برودي، توفي في إسرائيل، عن عمر يناهز 72 عاماً.

## مناصب
تولى منصب قاضي المحكمة العليا في إسرائيل ‏
.

## التعليم
تعلم في جامعة لفيف
.